# Chiesa di Santa Caterina d'Alessandria (Vigevano)
La chiesa di Santa Caterina d'Alessandria era un edificio religioso sito a Vigevano, in provincia di Pavia e diocesi di Vigevano.

## Descrizione e storia
Sita un tempo lungo la strada che portava alla Chiesa della Misericordia (nel tratto oggi chiamato via Decembrio), era inizialmente dedicata alla Madonna. Nel 1517 venne abbattuta e ricostruita e nel 1572 intitolata dal vescovo Maurizio Pietra a Santa Caterina (dal nome della santa fatta dipingere da Paola del Pozzo). Ogni 25 novembre era meta di pellegrinaggio dei chierici del Seminario di Vigevano, che vi andavano a cantare il Vespro di Santa Caterina, ma usualmente non vi si diceva messa, motivo per cui era sempre chiusa. Aveva un campanile con una piccola campana fissa. Fu abbattuta nel XVIII secolo.